# Dag Baehr
Dag Baehr (* 30. August 1965 in Koblenz) ist ein deutscher Generalmajor des Heeres der Bundeswehr und seit September 2023 Vizepräsident und Dienstältester Offizier des Bundesnachrichtendienstes.

## Militärische Laufbahn

### Ausbildung und erste Verwendungen
1985 trat Baehr bei der Gebirgsjägertruppe als Reserveoffizieranwärter in die Bundeswehr ein. Nach dem Laufbahnwechsel erfolgte als Offizieranwärter die Offizierausbildung beim Gebirgsjägerbataillon 231 in Bad Reichenhall und an der Gebirgs- und Winterkampfschule zum Offizier des Truppendienstes. Von 1987 bis 1989 war er Zugführer eines Gebirgsjägerzuges, bevor er von 1989 bis 1992 an der Universität der Bundeswehr München ein Studium der Staats- und Sozialwissenschaften absolvierte. Nach einer weiteren Verwendung als Zugführer durchlief Baehr von 1993 bis 1994 die Ausbildung zum Heeresbergführer und übernahm im Anschluss daran nach einer Zwischenverwendung als Zugführer eines Hochgebirgszuges die Führung einer Gebirgsjägerkompanie im Gebirgsjägerbataillon 231. Von 1996 bis 1999 diente Baehr nach Auswahl (Eignungsfeststellungsverfahren) und Durchlaufen der Ausbildung zum Kommandosoldat als Kommandooffizier und Zugführer eines Kommandozuges im Kommando Spezialkräfte.

### Dienst als Stabsoffizier
Von 1999 bis 2001 absolvierte Baehr den 42. Generalstabslehrgang Heer an der Führungsakademie der Bundeswehr in Hamburg, wo er zum Offizier im Generalstabsdienst ausgebildet wurde. Nach einer Verwendung als Operationsstabsoffizier (G3) der Division Spezielle Operationen in Regensburg von 2001 bis 2003 wechselte Baehr 2003 ins Bundesministerium der Verteidigung, wo er im Führungsstab der Streitkräfte als Referent für Einsatzführung und Einsatz von Spezialkräften (Fü S V) eingesetzt wurde. 2004 wurde Baehr nach Calw versetzt und übernahm dort das Kommando über die Einsatzkräfte des Kommando Spezialkräfte (KSK). Im Anschluss daran wechselte er 2007 als Branch Head Special Operations Branch in das Supreme Headquarters Allied Powers Europe (SHAPE) der NATO in Mons in Belgien, bis er 2008 Adjutant des Inspekteurs des Heeres wurde.
2009 wurde Baehr Abteilungsleiter G5 Plans and Policy im Allied Land Component Command in Heidelberg, woran sich 2010 eine erneute Verwendung im Bundesministerium der Verteidigung als Referatsleiter im Arbeitsbereich Landoperationen/Afghanistan im Einsatzführungsstab anschloss. Als Leiter des Einsatzteams Afghanistan war Baehr dabei für die ministerielle Führung des Engagements der Bundeswehr in Afghanistan verantwortlich. 2012 wechselte Baehr dann als Verbindungsoffizier beim Bundespräsidenten ins Bundespräsidialamt nach Berlin, wo er für die Bundespräsidenten Christian Wulff und Joachim Gauck arbeitete.

### Dienst als General
Im März 2013 übernahm Baehr von Brigadegeneral Heinz Feldmann das Kommando über das Kommando Spezialkräfte. Im August 2013 wurde er von Bundesminister Thomas de Maizière zum Brigadegeneral befördert. Baehr war damit der erste Kommandeur des Kommando Spezialkräfte, der selbst die Ausbildung zum Kommandosoldaten durchlaufen hat. Er hat seit Ende der 1990er Jahre an Auslandseinsätzen der Bundeswehr teilgenommen. Am 23. Juni 2017 folgte ihm als Kommandeur des Kommando Spezialkräfte Alexander Sollfrank nach. Im Anschluss absolvierte Baehr am Royal College of Defence Studies in London einen Lehrgang. Zum 1. Oktober 2018 wurde Baehr Stellvertretender Kommandeur im Kommando Strategische Aufklärung und Kommandeur der Truppe Elektronische Kampfführung in Grafschaft. Als Kommandeur der EloKa-Truppe war er für die Bataillone Elektronische Kampfführung 911, 912, 931 und 932, die Auswertezentrale Elektronische Kampfführung sowie die Zentrale Untersuchungsstelle der Bundeswehr für Technische Aufklärung verantwortlich. Ab dem 29. März 2023 war er Kommandeur Kommando Aufklärung und Wirkung in der Heinrich-Hertz-Kaserne in Daun.

### Auslandseinsätze
Baehr verbrachte ca. sechs Jahre in Auslandseinsätzen. Dabei war er mehrfach Kommandeur einer Special Operations Task Force. Er wurde auch in Kriegs- und Krisengebiete unter Abordnung in andere Ressorts und Bundesoberbehörden entsandt.

## Bundesnachrichtendienst
Seit September 2023 ist Baehr, als Nachfolger von Wolfgang Wien, Vizepräsident und Dienstältester Offizier des Bundesnachrichtendienstes. Auf diesem Dienstposten wurde er zum Generalmajor ernannt.

## Privates
Baehr ist geschieden und hat eine Tochter.

## Auszeichnungen
Baehr ist Träger des Verdienstkreuzes am Bande des Verdienstordens der Bundesrepublik Deutschland sowie Kommandeur des Verdienstordens der Italienischen Republik. Daneben wurde ihm u. a. das Ehrenkreuz der Bundeswehr in Gold verliehen. Baehr ist zum Tragen der Presidential Unit Citation berechtigt.